# خرمندی
خُرمندی، کلهو، ارب  یا  اَربِه (نام علمی: Diospyros lotus) نام یک گونه از تیره خرمالوئیان است. این گیاه در مناطق شمالی ایران نیز به صورت بومی رشد میکند.

## نگارخانه

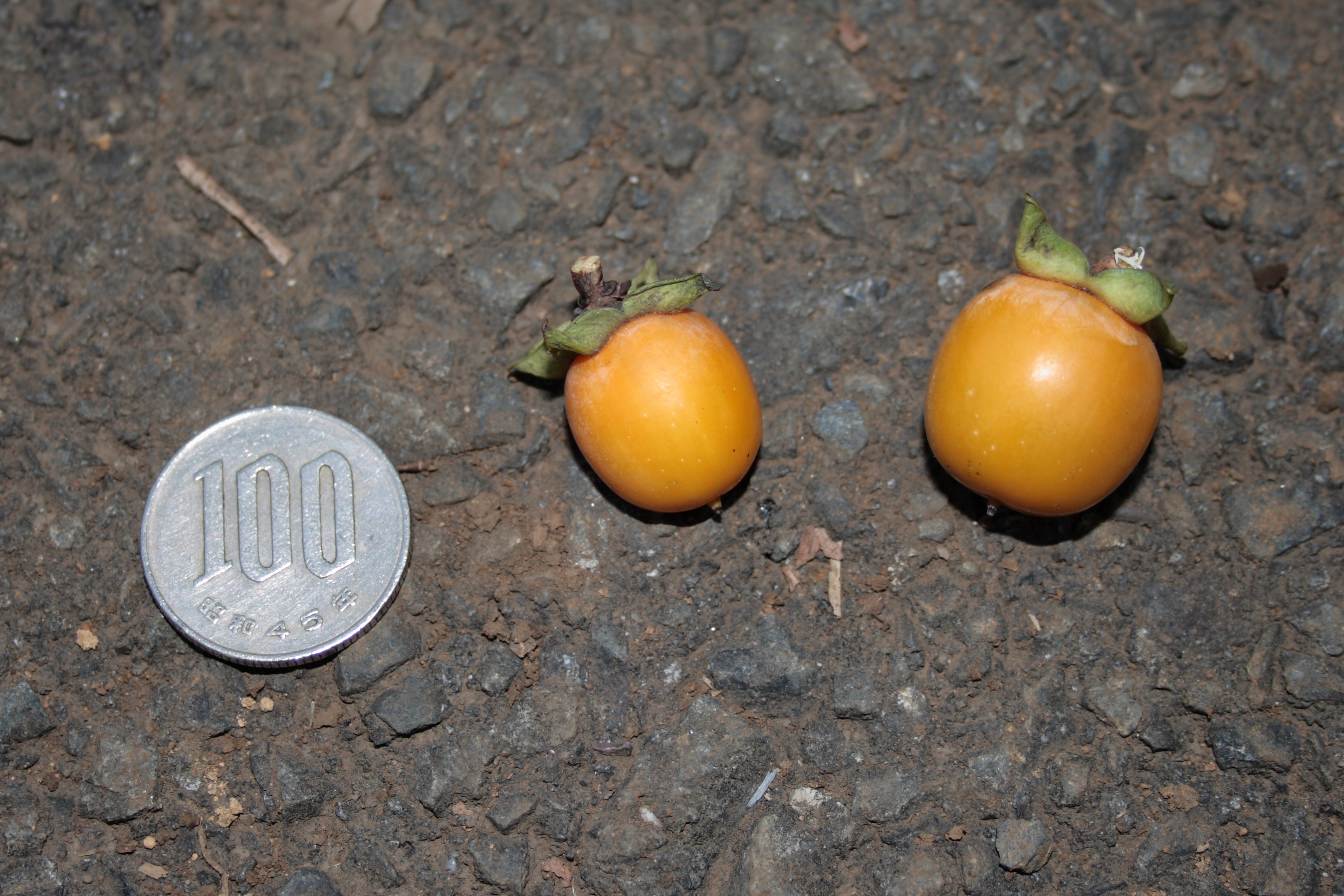
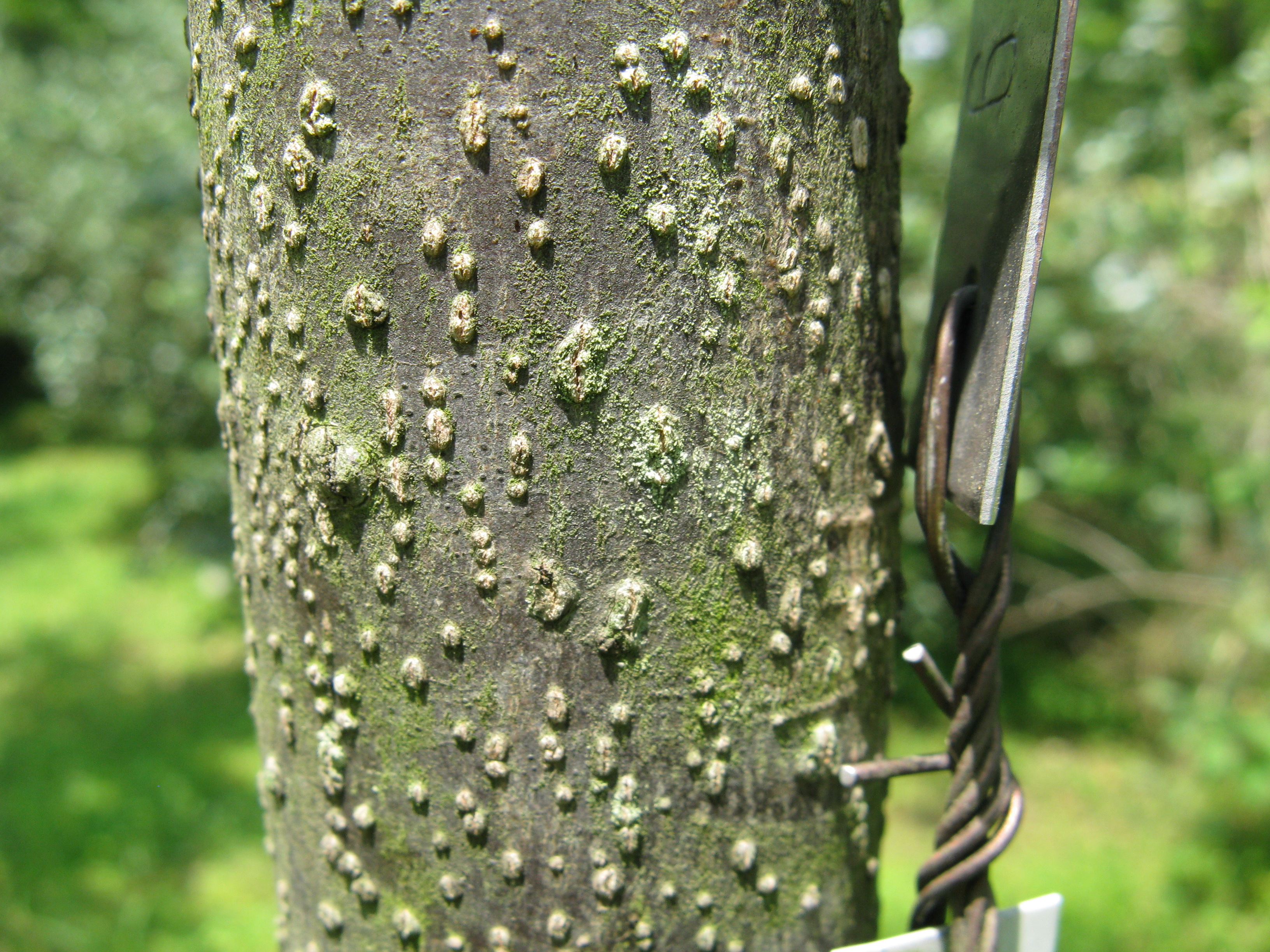